# Kpone

Kpone är en ort i sydöstra Ghana, belägen strax öster om Tema. Den är huvudort i distriktet Kpone-Katamanso, som tillhör regionen Storaccra, och folkmängden uppgick till 11 528 invånare vid folkräkningen 2010.